# Encs
Encs is een plaats (város) en gemeente in het Hongaarse comitaat Borsod-Abaúj-Zemplén. Encs telt 7052 inwoners (2001).